# Dobry dinozaur
Dobry dinozaur (ang. The Good Dinosaur)  – amerykański film animowany z 2015 roku w reżyserii Boba Petersona. Wyprodukowany przez Walt Disney Studios Motion Pictures.
Światowa premiera filmu miała miejsce 25 listopada 2015 roku, natomiast w Polsce odbyła się 27 listopada 2015 roku.

## Fabuła
W alternatywnej linii czasu, gdzie Ziemia nigdy nie została zniszczona przez asteroidy i dinozaury nie wymarły młody Apatozaur o imieniu Arlo traci ojca w tragicznym wypadku. Pewnego dnia, Arlo wpada do rzeki i zostaje ranny przez kamienie. Woda poniosła go daleko od domu. Starając się znaleźć drogę z powrotem do góry Trzy Kły, zaprzyjaźnia się z jaskiniowcem o imieniu Bąbel.

## Spis zwierząt
- Apatozaur
- Człowiek z Cro-Magnom
- Tyranozaur
- Alexiornis
- Awizaur
- Bison latifrons
- Blapsium
- Kaudipteryx
- Didelphodon
- Diplodok
- Enantiornis
- Entoptychus
- Gobiconodon
- Lis rudy
- Hesperocyon
- Holmesina
- Hylonomus
- Kardynał
- Ichtiornis
- Milleretta
- Palaeothyris
- Paramacellodus
- Parazaurlolof
- Petrolakozaur
- Styrakozaur
- Tetrapodophis
- Nyktozaur
- Kaulkicefal
- Ludodaktyl
- Guidraco
- Welociraptor

## Wersja polska
W wersji polskiej udział wzięli
- Olaf Marchwicki –
  - Mały Arlo,
  - Arlo
- Jack Bright – Bąbel
- Olaf Linde-Lubaszenko – Tata
- Katarzyna Żak – Mama
- Julia Siechowicz – Karola
- Jan Barwiński – Mały Karol
- Mateusz Narloch – Karol
- Artur Andrus – Wawrzyniec Osika
- Jerzy Kryszak – Gromowładek
- Marta Markowicz – Plucha
- Krzysztof Plewako-Szczerbiński – Gołoledź
- Cezary Kwieciński – Bodzio
- Olga Szomańska – Bacha
- Marian Dziędziel – Buźka
- Marcin Przybylski – Boby
- Katarzyna Kozak – Dżaneta
- Waldemar Barwiński – Bili
- Przemysław Niedzielski – Dżordżu

W pozostałych rolach:
- Raymond Ochoa
- Urszula Barwicka
- Renata Kościuk
- Anna Mierzejewska
- Piotr Przyłucki

Reżyseria: Wojciech Paszkowski

Dialogi polskie: Jan Wecsile

Opracowanie wersji polskiej: SDI Media Polska

Zgranie wersji polskiej: SHEPPERTON INTERNATIONAL

Producent polskiej wersji językowej: Magdalena Dziemidowicz – Disney Character Voices International, INC.